# Jacob van Maerlant

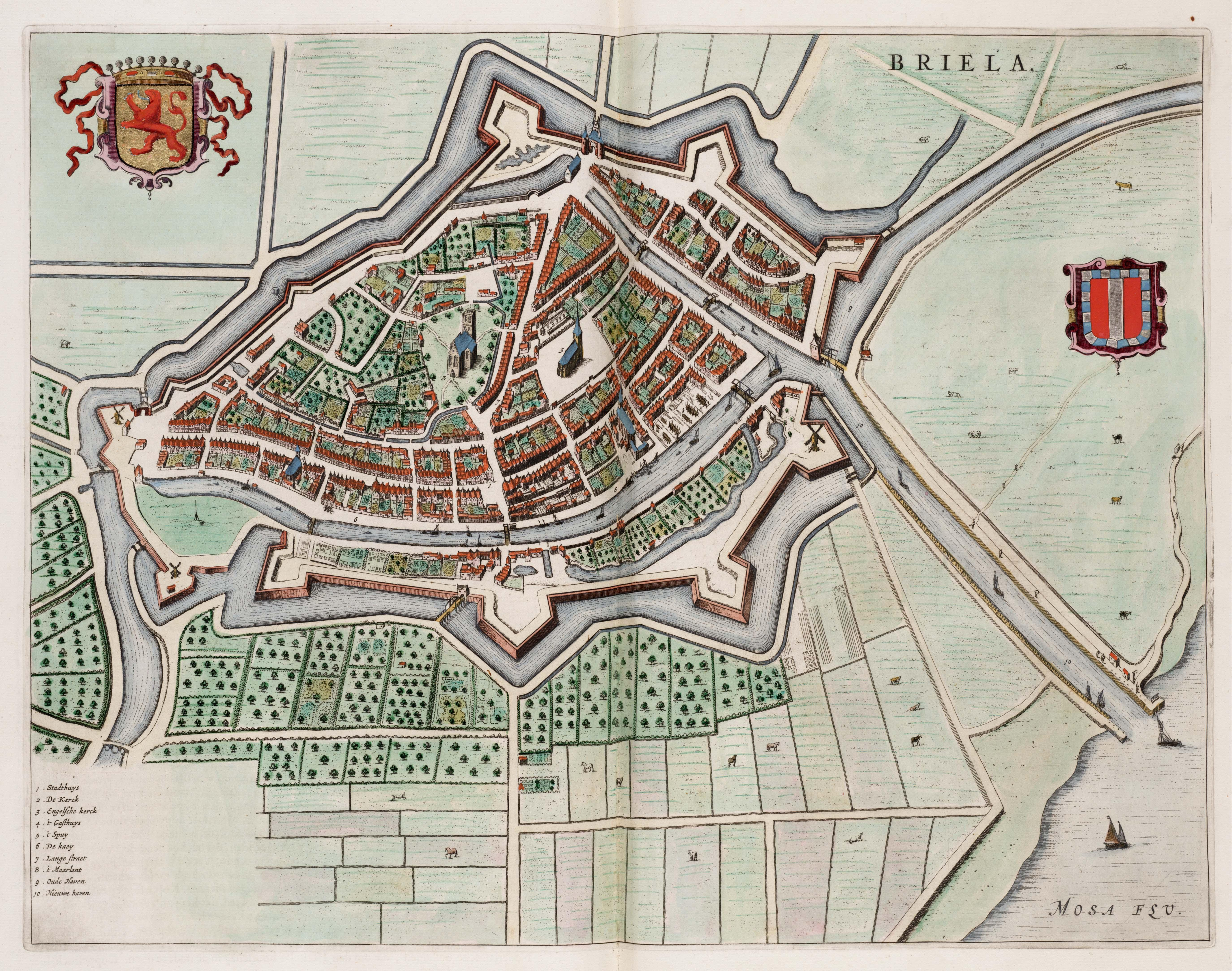
t Maarlant aangeduid op de kaart van Brill (Brielle/Den Briel), Atlas van Loon, 1649

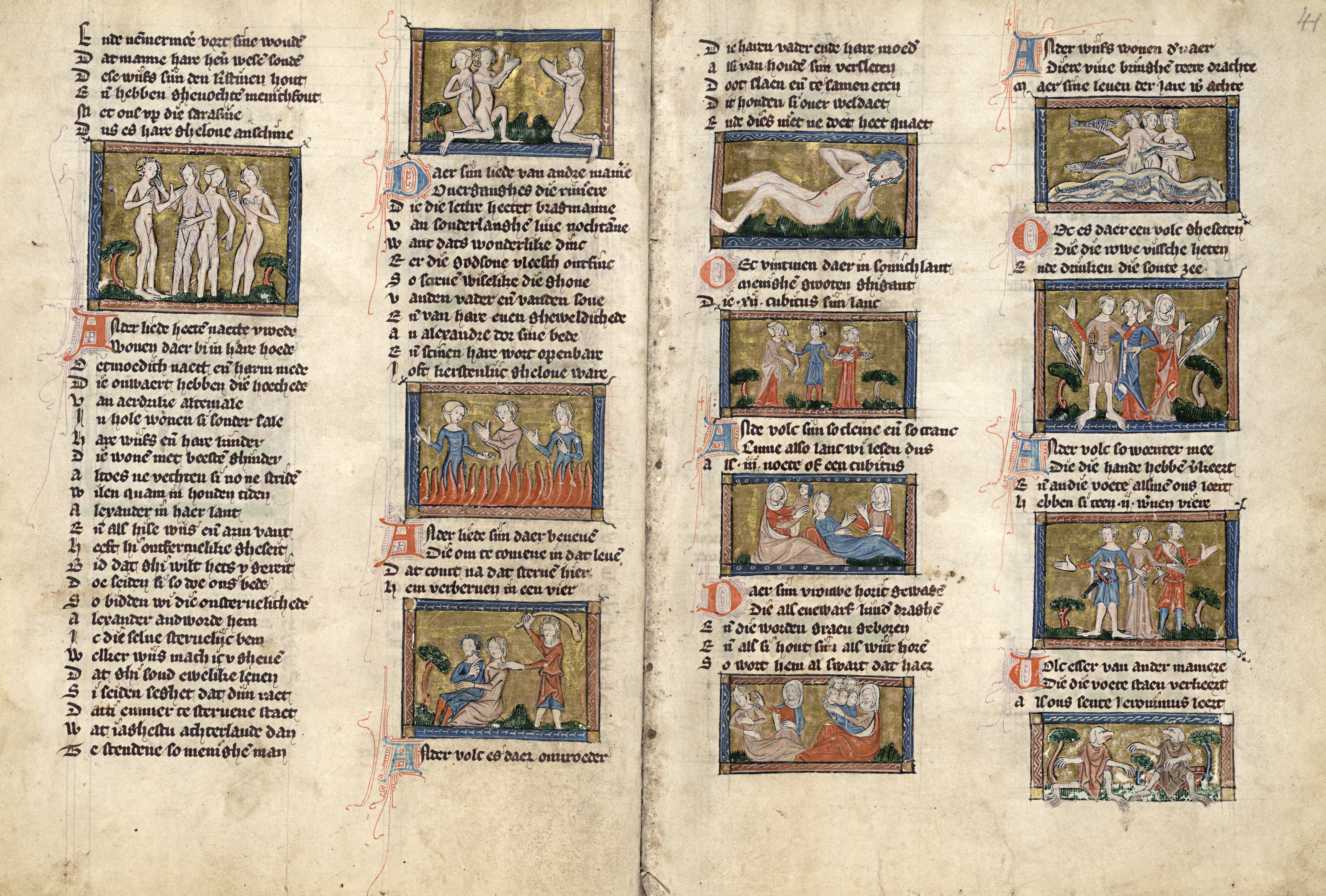
Vreemde volkeren in Der naturen bloeme

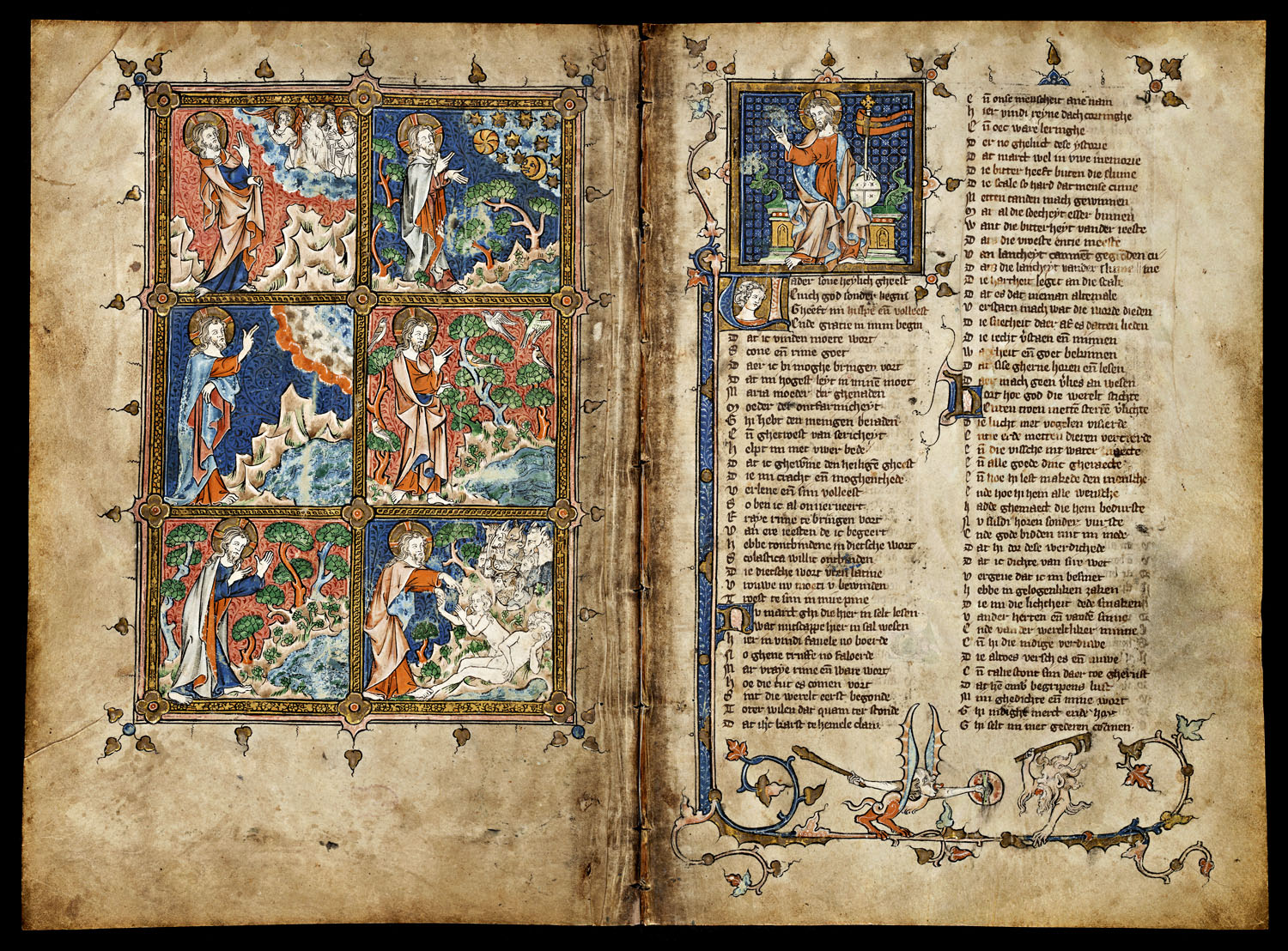
God schept de wereld in de Rijmbijbel

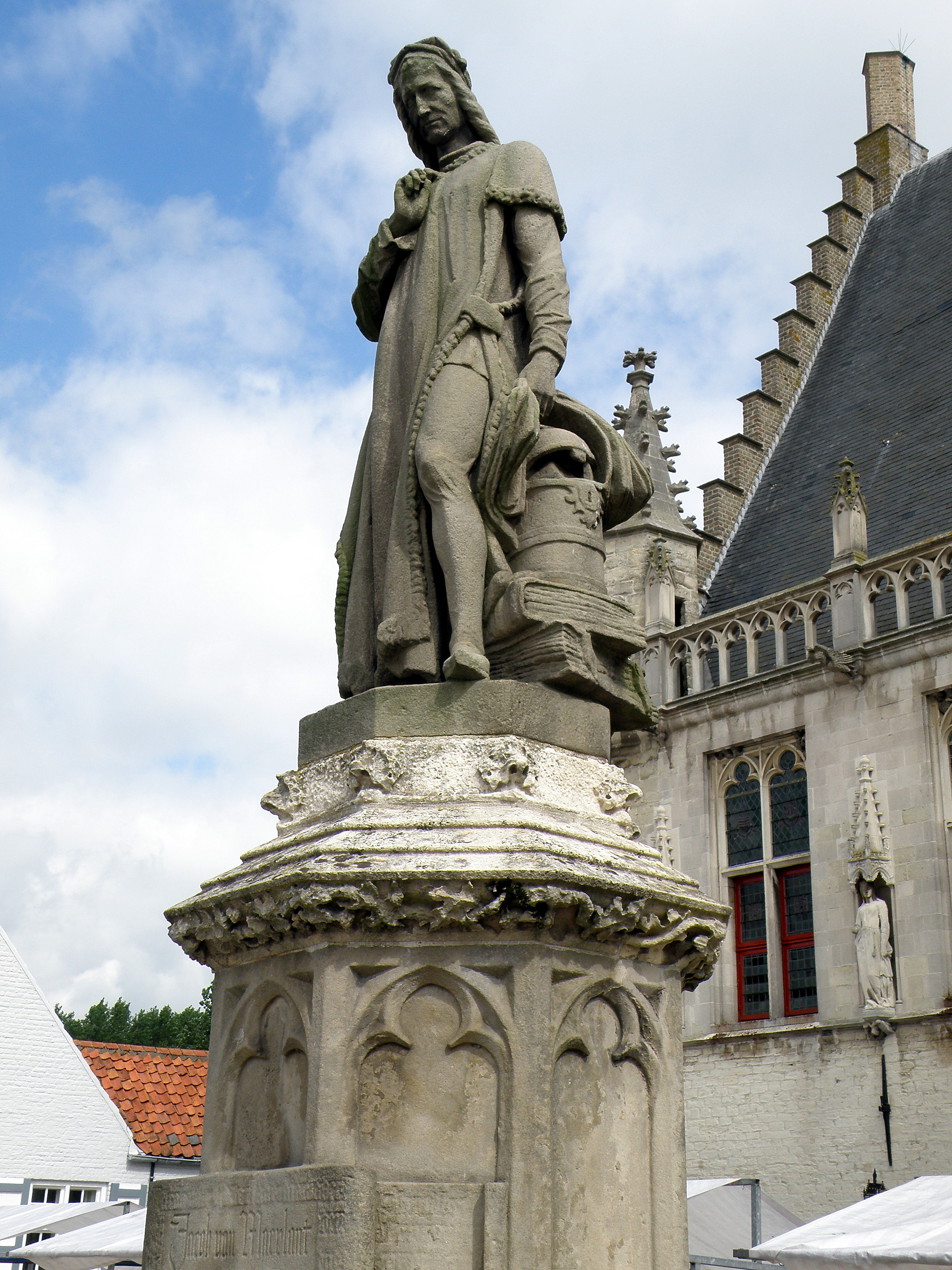
Jacob van Maerlant voor het stadhuis van Damme

Jacob van Maerlant (Brugse Vrije, ca. 1230-1235 – ca. 1288-1300) was een Vlaams dichter uit de dertiende eeuw en een van de belangrijkste Middelnederlandse auteurs. In de overgeleverde manuscripten wordt zijn naam gespeld als Jacob van Merlant. Met zijn meer dan 230.000 verzen was hij ook een van de productiefste middeleeuwse auteurs. Zijn belangrijkste werken zijn adaptaties uit het Frans en het Latijn. Van hem komen de gevleugelde uitdrukkingen "Walsche valsche poeten" en "Ende omdat ik Vlaminc ben".

## Levensloop
Omdat er geen rekeningen, oorkonden of andere documenten zijn overgeleverd waarin de naam van Jacob van Maerlant voorkomt, moeten de literatuurhistorici zijn biografie uit zijn werk afleiden.
Het geboortejaar van Jacob van Maerlant is onbekend, maar de meeste schattingen komen uit op circa 1230-1235. Zijn taalgebruik wijst duidelijk in de richting van de Westhoek en daarom is het waarschijnlijk dat hij daarvandaan kwam.
Uit zijn werk, dat voor een deel gebaseerd is op Latijnse voorbeelden, blijkt dat hij een gedegen opleiding heeft gekregen, mogelijk aan de kapittelschool van Sint-Donaas in Brugge of in de cisterciënzerkloosters van Ter Doest en Ten Duinen – drie instellingen die nauw met elkaar in contact stonden.
Omstreeks 1260 werd hij koster in het plaatsje Maerlant (uit maar ‘meer, plas, waterloop’ + land) op Voorne, vlak bij Brielle. Hier schreef of voltooide hij Alexanders geesten, het vroegste werk dat van hem is overgeleverd.
Na zijn overlijden omstreeks 1300 werd hij begraven in de Onze-Lieve-Vrouwekerk van Damme. Op de grafplaat stond Jacob van Maerlant, bril op de neus, een boek op een lezenaar te bestuderen. Op deze lezenaar stond een uil afgebeeld, met de woorden Uyl en spieghel. Hierdoor ontstond het geloof dat dit om de grafsteen van Tijl Uilenspiegel ging, met een ware cultus als gevolg. Zelfs de tekst op de grafplaat werd in 1725 aangepast, naar Ghy voorbygaender, staet, siet hier Uylenspieghel; bidt Godt voor hem, hy was een recht cluytspeelder.

## Werk
In zijn eerste werken sloot Jacob van Maerlant aan bij de traditie van de ridderromans. Alexanders Geesten (geesten = daden die belangrijk genoeg zijn om herinnerd te worden; ontleend aan Oudfrans geste) was een biografie van Alexander de Grote in ruim 14.000 verzen. Andere werken in die traditie waren Historie van den grale, Merlijns boeck en de Istory van Troyen.
Rond 1270 keerde hij terug naar Damme. Daar ontstond Der naturen bloeme (naar De natura rerum van Thomas van Cantimpré), de eerste natuurencyclopedie in de volkstaal. In 1271 bewerkte hij de Historia scholastica van Petrus Comestor tot Rijmbijbel, een vertelling van de Bijbelse geschiedenis in de Nederlandse volkstaal. Hiertegen bestond in de leiding van de Rooms-Katholieke Kerk weerstand, omdat zo de Bijbel voor grote groepen gelovigen leesbaar werd.
Van 1285 tot 1288 werkte Jacob van Maerlant in opdracht van de Hollandse graaf Floris V aan zijn (laatste en) grootste werk, de Spiegel historiael, een selectieve vertaling/bewerking van de Latijnse, geschiedkundige encyclopedie Speculum historiale, samengesteld en geredigeerd door een werkgroep Dominicanen onder leiding van Vincent van Beauvais in opdracht van de Franse koning Louis IX alias Lodewijk de Heilige. De ‘tweede partie’ sloeg Jacob over, en die werd (gelijktijdig?) vertaald door Philip Utenbroeke. Halverwege de ‘vierde partie’ legde Jacob de pen neer. Deze werd later voltooid door Lodewijk van Velthem, die er vervolgens nog een vijfde en laatste partie aan toevoegde.
In de loop der jaren zou Jacob van Maerlant zich steeds meer distantiëren van de Franse literatuur, die hij historisch en tekstueel onbetrouwbaar achtte. In zijn ogen zouden de Franstalige poëzie en romans te veel de schoonheid en rijmelarij nastreven in plaats van de (feitelijke) waarheid weer te geven. Deze kritiek verwoordde hij in de regels: die scone Walsche valsche poeten / die meer rimen dan si weten. Dit klinkt door in de strijdkreet die volgens Bernardus van Ieper in de Brugse Metten gebruikt werd: Scilt ende vrient, wat walsch es valsch eyst, slach al doot. "Wat Walsch is, valsch is" werd een regelmatig geuite slagzin bij flaminganten. Bij Maerlant sloeg de betichting van valsheid specifiek op Fierabras, de Vier Heemskinderen, Van den bere Wisselau en Willem van Oringen. Aangezien van dat laatste werk geen Franse versie bekend is,  mag worden aangenomen dat Maerlant impliciet ook Middelnederlandse teksten viseerde. De waarheid moest volgens hem gezocht worden bij Latijnse auteurs zoals Einhard en Sigisbert van Gembloers.
Het doctoraal onderzoek van Van Anrooij bracht aan het licht dat Jacob van Maerlant tevens de auteur is van het tot dan anonieme Van neghen den besten. Dit zou zijn laatste werk zijn. Het is een van de weinige werken met Europese verspreiding waarvan de brontekst in het Middelnederlands is geschreven. Het werk heeft een verregaande en langdurige invloed gehad op de erecode van de West-Europese ridderlijke elite.
Van Maerlants Vlaamse afkomst is zeker. Hij duidt zich in de proloog van zijn hagiografie Sinte Franciscus' leven aan met de bekende zinsnede "Ende omdat ik Vlaminc ben". Die was door hem bedoeld als verontschuldiging voor mogelijke dialectismen, maar wordt sindsdien vaak in een soort van guldensporengeest als wapenkreet gebruikt. Daarnaast wijst zorgvuldig onderzoek van zijn taaleigen en rijmen ondubbelzinnig in de richting van een West-Vlaamse geboortegrond.
Doordat Jacob van Maerlant zich in zijn werken van de volkstaal bediende, droeg hij veel bij aan de verbreiding van kennis over allerlei zaken. De Antwerpse dichter Jan van Boendale noemt hem in 1330 'vader der Dietse dichtren algader', 'de vader van alle dichters in het Nederlands'.

## Overzicht van toegeschreven werken

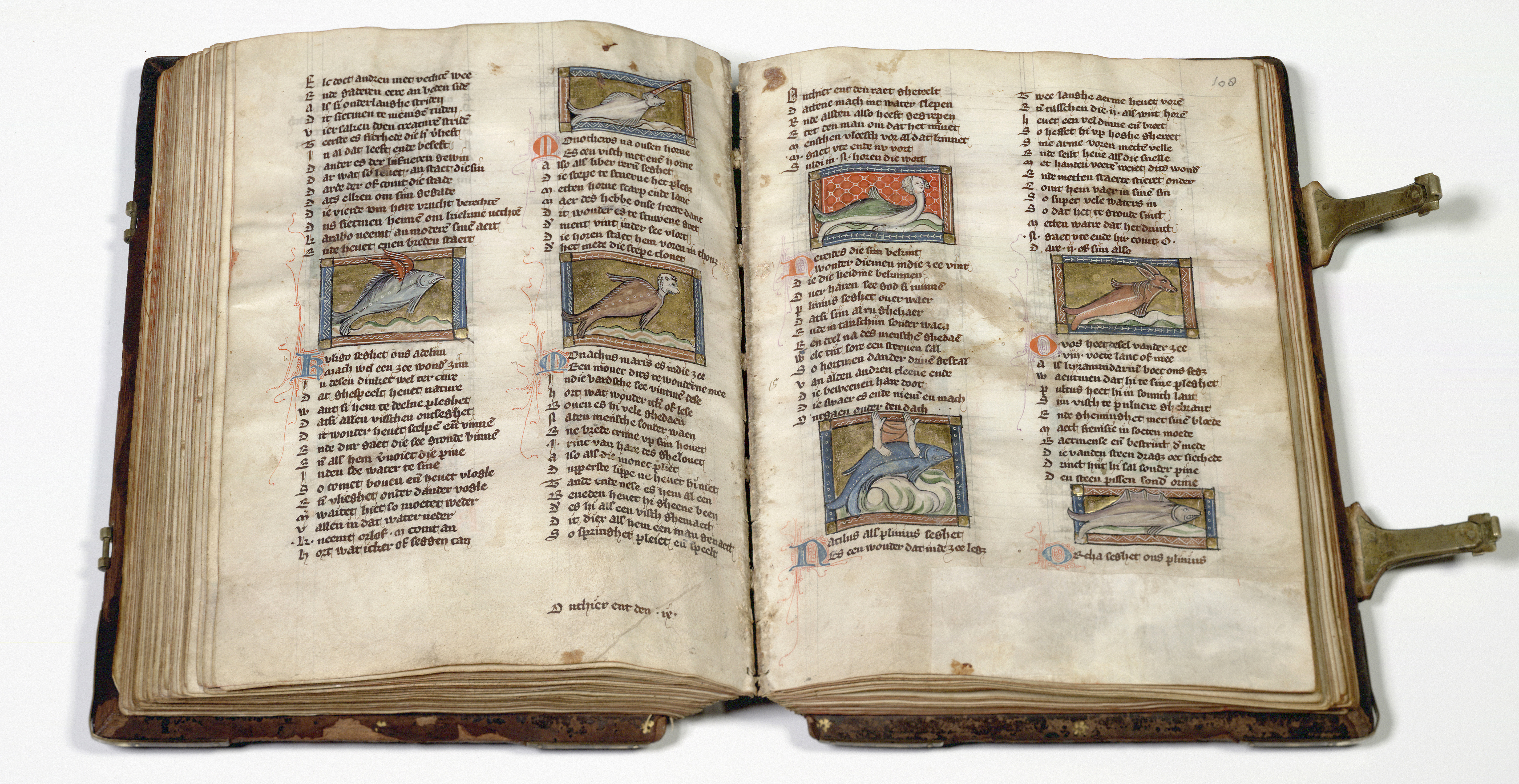
Der naturen bloeme, KB KA 16

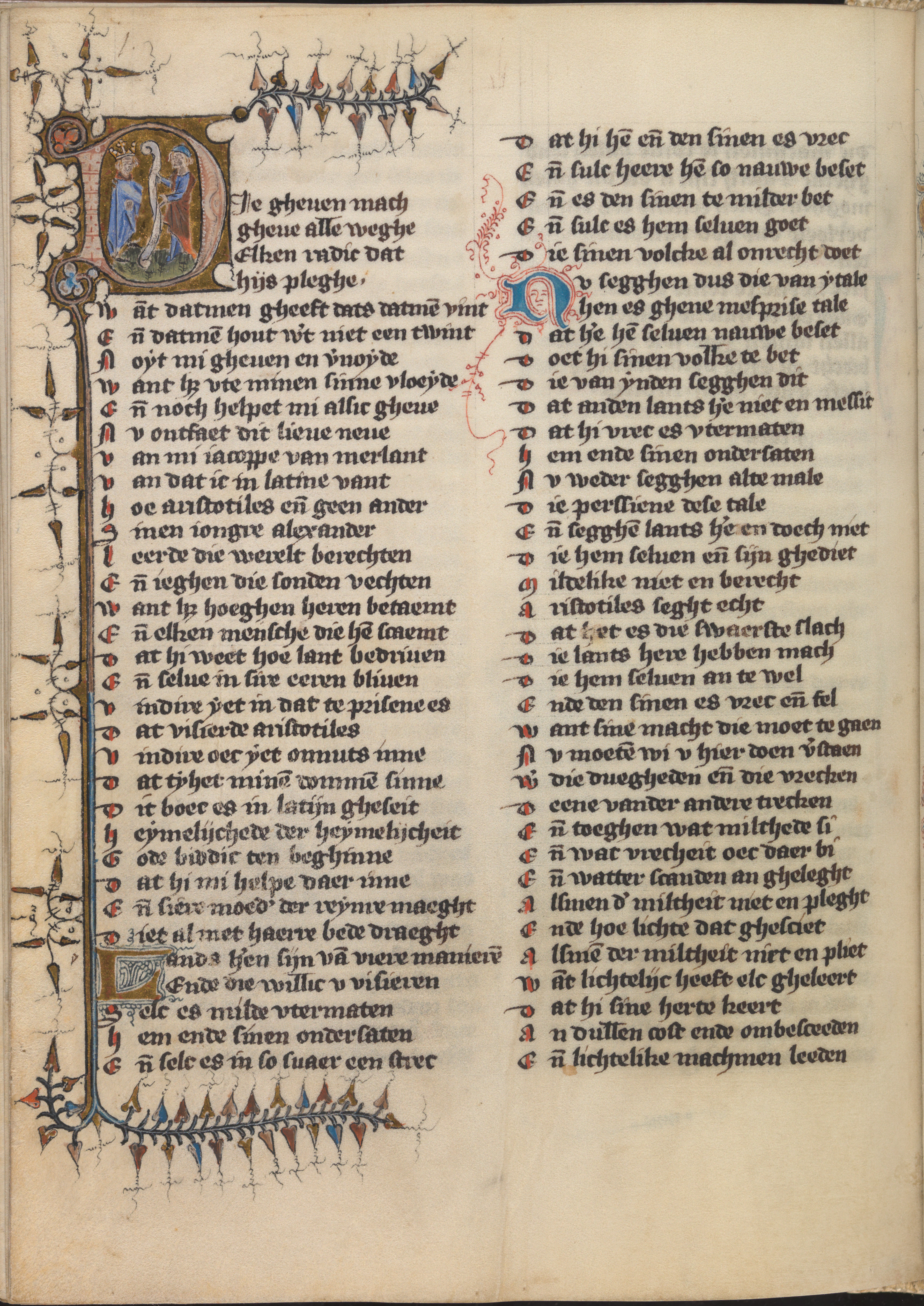
Begin van Die Heimelicheit der heimelicheden - KB 76 E 5, folium 061v

in de traditie van de ridderromans
- Alexanders Geesten[a][b]
- Historie van den grale
- Merlijns boeck[c]
- Istory van Troyen[d]

natuurencyclopedie
- Der naturen bloeme[e][f] (1270)

gewijde geschiedenis
- Scholastica (zgn. Rymbybel[g][h][i], 1271)

niet-gewijde geschiedenis
- Spieghel historiael[j][k][l] (1288)

hagiografie
- Sinte Franciscus' Leven[m] (tussen 1275 en 1280)

strofische gedichten
- Wapene Martijn[n] (ca. 1266) (Eerste Martijn) (een strijdgedicht)
- Tweede Martijn
- Van der Drievoudecheide (Derde Martijn)
- Verkeerde Martijn
- Der Kerken claghe[o] (klacht tegen het zedenverval van de geestelijkheid)
- Van den lande van overzee (ca. 1291) (oproep tot een nieuwe kruistocht)

andere
- Heimelykheid der heimelykheden[p] (1266) (vorstenspiegel over de kunst van het regeren)
- Lapidarijs (verloren gegaan werk over de genees- en toverkracht van gesteenten)
- Leven van Ste. Clara
- Sompniariis (verloren gegaan werk over droomuitlegging)
- Torec[q] (ca. 1262) (een Arthurroman)
- Van neghen den besten (na 1291)

## Eerbetoon

### Graf en standbeeld
De Uilenspiegelverering rond het graf van Jacob van Maerlant liep volgens de pastoor van Damme aan het einde van de achttiende eeuw uit de hand. Om er een eind aan te stellen, liet hij de grafzerk van de schrijver omdraaien.
In 1839 hield de Société d'Émulation l’histoire et les antiquités de la Flandre occidentale opgravingswerken in de hoop de steen terug te vinden. De werken waren al behoorlijk opgeschoten toen bleek dat zoeken eigenlijk vruchteloos was. De grafzerk was in 1829 namelijk verkocht aan een marmerwerker. De vereniging deed dan ook meteen een oproep om een standbeeld op te richten en begon fondsen in te zamelen. Er werd gehoopt in 1841 het beeld te kunnen inhuldigen. De Messager des sciences historiques trad de Brugse vereniging bij. Bovendien werd voorgesteld een locomotief 'Maerlant' te noemen.
Een locomotief zou Jacob van Maerlant niet krijgen. Het standbeeld op de Markt van Damme kwam er ook, maar in 1860. Het monument was een ontwerp van de Brugse beeldhouwer Hendrik Pickery. In 1893 kwam er ook nog een nieuwe grafplaat in de zuidelijke torenmuur van de Onze-Lieve-Vrouw-Hemelvaartkerk. Ontwerper was opnieuw Hendrik Pickery. De schrijver werd - zoals op het verloren origineel - lezend afgebeeld, maar nu luidde de tekst slechts Hier ligt Jacob van Maerlant begraven.

### Biografie
Op het einde van de twintigste eeuw slaagde de hoogleraar Frits Van Oostrom erin de belangstelling voor de middeleeuwse dichter aan te wakkeren met zijn boek Maerlants Wereld, dat een heuse bestseller werd. Het boek werd algemeen geprezen voor de wetenschappelijke nauwkeurigheid en de stilistische kwaliteiten ervan. Het werd bekroond met de AKO Literatuurprijs 1996.

### Straatnamen
Diverse steden hebben aan Jacob van Maerlant de naam van een straat, laan of plein gegeven.
In België zijn dit Antwerpen, Blankenberge, Brugge, Brussel, Damme, De Haan - Klemskerke, Etterbeek, Gent, Hasselt, Ingelmunster, Knokke-Heist, Kortrijk, Lommel, Oostkamp en Roeselare
In Nederland zijn dit Almere, Amersfoort, Amsterdam, Brielle, Brunssum, Den Bosch, Den Haag, Driehuis, Eindhoven, Etten-Leur, Haren, Heerhugowaard, Heerlen, Helmond, Hengelo, 's-Hertogenbosch, Hilversum, Oegstgeest, Papendrecht, Sittard, Tilburg, Veenendaal, Vlaardingen en IJsselstein.

### Gebouwen
Ook gebouwen en instellingen zijn naar Maerlant genoemd:
- In 2010 is het administratief gebouw dat in Brugge federale en gewestelijke administraties huisvest, Jacob van Maerlantgebouw genoemd.
- In Brielle, Eindhoven, Den Haag, Blankenberge en Den Bosch bevinden zich scholen die naar Maerlant zijn vernoemd.
- In Damme is er een hoogspanningsstation "Van Maerlant" genoemd.
- In Brussel is een gebouw van het Europees Economisch en Sociaal Comité aan de Van Maerlantstraat "Van Maerlant" genoemd[16].